# سيد عبد المنعم
سيد عبد المنعم (مواليد 25 سبتمبر 1988 في القاهرة) هو مصارع مصري لعب في فئة الرجال في الوزن الخفيف.
مثل عبد المنعم مصر في دورة الألعاب الأولمبية الصيفية 2012 في لندن، حيث تنافس على وزن 60 كجم رجال، قبل أن يخسر أمام الجورجي ريفاز، الذي سجل ثماني نقاط في فترتين متتاليتين، تاركا عبد المنعم دون نقطة واحدة. وقد حصل عبد المنعم فرصة أخرى للحصول على الميدالية البرونزية عن طريق الدخول في نوبات إعادة التشكيل. ولكنه هُزِم في الجولة الثانية من قبل الروسي زور كوراماغوموف، بنتيجة من ثلاث مجموعات (4-1 و 0–4 و 0-2)، ودرجة تصنيف 1-3.

## روابط خارجية
- سيد عبد المنعم على موقع قاعدة بيانات المصارعة الدولية (الإنجليزية)
- سيد عبد المنعم على موقع أوليمبيديا (الإنجليزية)
- الملف الشخصي - قاعدة بيانات المصارعة الدولية
- نبذة عن ألعاب الأولمبياد